# Football Club Internazionale 1918-1919
La rosa del Football Club Internazionale nei tornei di guerra della stagione 1918-1919 era così composta come segue.

## Rosa
| N. |                      | Ruolo | Calciatore            |
| -- | -------------------- | ----- | --------------------- |
|    | Italia (bandiera)    | P     | Carlo Binda           |
|    | Italia (bandiera)    | P     | Silvio Dal Corso      |
|    | Italia (bandiera)    | D     | Giovanni Ardizzi      |
|    | Svizzera (bandiera)  | D     | Heinrich Bachmann     |
|    | Italia (bandiera)    | D     | Giovanni Lanfritto    |
|    | Italia (bandiera)    | D     | Cesare Paltenghi      |
|    | Italia (bandiera)    | D     | Oreste Viganò         |
|    | Italia (bandiera)    | C     | Baldi                 |
|    | Argentina (bandiera) | C     | Ernesto Boglietti (I) |
|    | Italia (bandiera)    | C     | Carlo Carcano         |
|    | Italia (bandiera)    | C     | Ernesto Crespi        |
|    | Italia (bandiera)    | C     | Ernesto Menchetti     |

| N. |                   | Ruolo | Calciatore       |
| -- | ----------------- | ----- | ---------------- |
|    | Italia (bandiera) | C     | Mario Meneghetti |
|    | Italia (bandiera) | C     | Attilio Tornetti |
|    | Italia (bandiera) | A     | Emilio Agradi    |
|    | Italia (bandiera) | A     | Giuseppe Asti    |
|    | Italia (bandiera) | A     | Bergamino        |
|    | Italia (bandiera) | A     | Leopoldo Conti   |
|    | Italia (bandiera) | A     | Antonio Da Sacco |
|    | Italia (bandiera) | A     | Pera             |
|    | Italia (bandiera) | A     | Ferdinando Perin |
|    | Italia (bandiera) | A     | Lionello Quaglia |
|    | Italia (bandiera) | A     | Paolo Scheidler  |

## Vittorie e piazzamenti
- Coppa Mauro di Prima Categoria (12 gennaio-25 marzo): 3º classificato.
- Coppa Giuriati (offerta dall'Enotria Goliardo) (13 ottobre-27 ottobre): 3º classificato.
- Targa Burba (offerta dall'US Milanese) (20 ottobre-24 novembre): 3º classificato.
- Coppa Biffi (offerta dal Saronno) (3 novembre-15 dicembre): 2º classificato.
- Coppa Juniores (allievi fino ai 17 anni non compiuti) (10 novembre-12 gennaio): 3º classificato.
- Campionato 2ª Categoria (12 gennaio-6 aprile): 3º classificato.
Inter: Loffi; Callegari, Andreoli; Negri, Gandolfi, Greppi; Giorgi, Poini, Lovera, Frigerio, Romagnolo.
- Campionato Riserve (12 gennaio-30 marzo): 4º classificato.
- Campionato Boys (nati dopo 31-1-1902) (12 gennaio-30 marzo): 1° e campione lombardo.

## Fonti e bibliografia
- Archivio della Gazzetta dello Sport, stagione 1918-19, consultabile presso le Biblioteche:
  - Biblioteca Nazionale Braidense di Milano,
  - Biblioteca Nazionale Centrale di Firenze,
  - Biblioteca Nazionale Centrale di Roma,
  - Biblioteca Civica Berio di Genova.

Libri che hanno pubblicato tabellini e i risultati dei tornei disputati durante la Grande Guerra:
Almanacco dello Sport La Guerra e lo Sport 1919, Edizioni Bemporad, Firenze, conservato dalla Biblioteca Nazionale Braidense di Milano e la Biblioteca Nazionale Centrale di Firenze.
Almanacco Illustrato del Milan edito da Panini Spa, ricerca storica curata da Luigi La Rocca ed Enrico Tosi, Milano, 1999 e 2005 (2 edizioni).
Un secolo di calcio a Legnano di Carlo Fontanelli e Gianfranco Zottino, Geo Edizioni, Empoli (FI), novembre 2004.